# Шанхайский международный сетлмент
Шанхайский международный се́тлмент (Шанхайское международное поселение; англ. Shanghai International Settlement, кит. 上海公共租界) — территория Шанхая, находившаяся под международным управлением с 1842 по 1943 годы.
Изначально это был один из пяти «договорных портов», открытых Китаем для внешней торговли в соответствии с положениями Нанкинского договора, который Цинская империя была вынуждена подписать после поражения в Первой опиумной войне в 1842 году. Порт находился под британским управлением. Вскоре поблизости разместились американский и французский сетлменты, и в 1854 году для управления тремя сетлментами был создан объединённый Муниципальный совет. В 1862 году Шанхайская французская концессия решила, что лучше существовать независимо, а британский и американский сетлменты в следующем году формально объединились в Шанхайский международный сетлмент.
К концу 1918 года в сетлмент входили поселенцы из 17 стран мира: Великобритании, США, Японии, России, Италии, Бельгии, Нидерландов, Германии, Австро-Венгрии, Дании, Швеции, Норвегии, Испании, Португалии, Перу, Мексики и Швейцарии.
В отличие от таких британских владений, как Гонконг или Вэйхайвэй, Шанхайский международный сетлмент оставался суверенной китайской территорией, и, к примеру, когда в 1939 году Великобритания вступила в войну с Германией, немецкие граждане свободно продолжали свою деятельность на его территории.
Международный сетлмент был занят японскими войсками в декабре 1941 года, после нападения Японии на Пёрл-Харбор. Так как Японская империя официально передала сетлмент марионеточному китайскому правительству, то, чтобы удержать правительство Чан Кайши от заключения сепаратного мира с Японией, правительства США и Великобритании в начале 1943 года подписали с ним соглашения об отказе от привилегий для своих подданных. Тем самым Шанхайский международный сетлмент был официально ликвидирован.

## История
Первыми иностранцами, поселившимися в Шанхае, были подданные Британской империи. В 1843 году, по окончании Первой опиумной войны, Шанхай был объявлен «открытым портом», и туда был назначен британский консул. Когда он прибыл на место, китайский даотай Шанхая отказался выделить здание под консульство, и в качестве помещения свой собственный дом предложил один пробритански настроенный китайский торговец из Гуанчжоу. Год спустя здание для консульства было выстроено внутри официальных границ сетлмента, к югу от Сучжоухэ. Впоследствии Франция и США также подписали с Цинской империей договоры, предоставлявшие их подданным экстерриториальные права в Китае, аналогичные британским, но поначалу они соглашались с тем, что иностранное поселение в Шанхае действует под британской консульской юрисдикцией.
В 1844 году американский дипломат Калеб Кушинг заключил с цинским правительством Вансяский договор, в соответствии с которым американцы получили в «договорных портах» те же права, что и британцы. Статьи договора делали Шанхай экстерриториальной зоной, хотя и не выводили его из-под китайской юрисдикции. Лишь в 1845 году британцы пошли по стопам американцев и подписали соглашение, позволявшее британским подданным арендовать в Шанхае землю на неопределённый период времени. Наличие поста американского консула не создавало для британцев проблем, так как он никогда не занимал этот пост лично. Так как американским торговцам в Китае запрещалось торговать опиумом, они осуществляли подобную деятельность через британские фирмы. В 1848 году на территории между южной границей Британского сетлмента и северной границей обнесённого стеной Китайского города была образована Шанхайская французская концессия, подчинявшаяся французскому консулу.
11 июля 1854 года группа западных бизнесменов, несмотря на протесты консульских работников, собралась на первое (впоследствии ставшее ежегодным) собрание Шанхайского муниципального совета и выработала Правила обращения с землёй, что заложило основы самоуправления. Целью первого собрания была помощь в строительстве дорог и устранение двойного налогообложения при перемещении ценностей из одной концессии в другую.
Во время тайпинского восстания, когда иностранные концессии оказались отрезанными от моря (с одной стороны — маньчжурскими правительственными войсками, с другой — повстанцами из «Общества малых мечей»), то иностранные подданные, проживавшие на территории иностранных концессий, отказались платить налоги китайскому правительству, за исключением сборов за пользование землёй и морем (формально — на том основании, что здание Шанхайской таможни было сожжено в ходе боевых действий). Также они декларировали право на отсутствие китайских войск на территории концессий — ранее здесь разрешалось селиться лишь иностранцам, теперь же туда хлынул поток китайцев, спасавшихся от тайпинов, и проживание китайцев на территории иностранных концессий было постепенно легализовано. В 1863 году Американская концессия официально объединилась с Британской в Шанхайский международный сетлмент; южнее образовалась Французская концессия, а территория Китайского города и земля вокруг концессий осталась под юрисдикцией китайского правительства. Впоследствии такое разделение иногда приводило к бюрократическому абсурду (например, чтобы проехать через город на автомобиле, требовалось иметь три водительские лицензии).

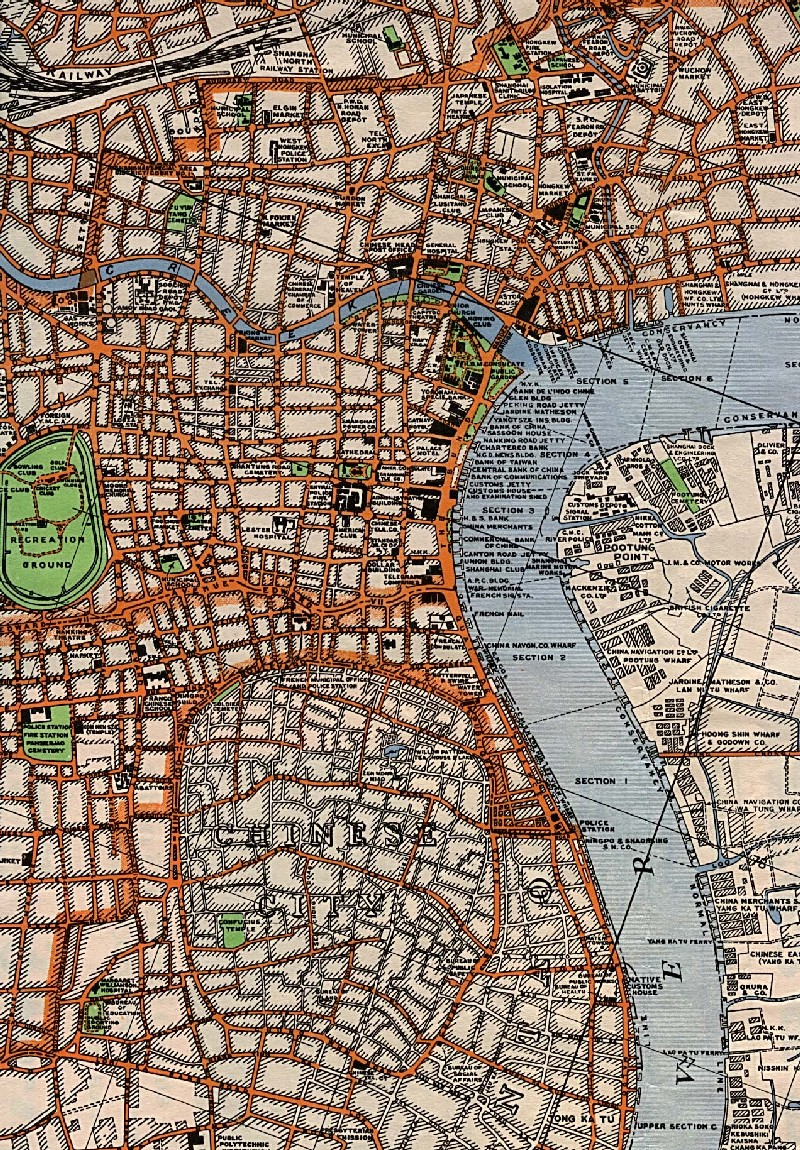
Шанхай в 1933 году. Вверху — Международный сетлмент, внизу — Китайский город, между ними выходит к реке Хуанпу участок Французской концессии

В конце 1860-х годов вопросы повседневной жизни взял на себя Шанхайский муниципальный совет (китайское название — 工部局, «отдел работ», от традиционного английского названия местных исполнительных органов «Board of works»). Юридически власть в сетлменте принадлежала британскому консулу, однако на практике его решения вступали в силу лишь после одобрения Советом, в который входили представители разных западных стран, включая британцев, американцев, датчан и немцев; большинство мест в Совете занимали подданные Британской империи, они же возглавляли все департаменты. Единственным исключением был Муниципальный оркестр, возглавляемый итальянцем. До 1928 года в Совет запрещалось избираться китайцам, даже постоянно проживающим на территории Сетлмента.
Международный сетлмент имел собственные пожарную службу, полицию, а иногда — и собственные войска; после беспорядков в британской концессии в Ханькоу в 1927 году для усиления обороны Шанхая прибыли батальон Британской армии (известный как «Силы обороны Шанхая») и контингент морской пехоты США. В середине 1880-х Совет контролировал весь городской бизнес, включая торговлю опиумом и проституцию (запрещённые соответственно в 1918 и 1920 годах).
В конце XIX века Японская империя начала активную экспансию. В 1915 году число японских подданных превысило в Шанхае число британских подданных, а в начале 1930-х годов японцы составляли 80 % иностранцев в Шанхае. Японцы селились в основном в районе Хунцяо, превратившемся в неофициальный японский сетлмент; порядок там поддерживали Полиция японского консульства и японские члены Шанхайской муниципальной полиции, хотя официально этот «Маленький Токио» и не входил в состав Международного сетлмента.
В 1932 году на территории международного сетлмента проживало 1 040 780 китайцев. В 1937 году, после начала японо-китайской войны, на территории сетлмента укрылось ещё 400 тысяч человек. 8 декабря 1941 года, после вступления Японии во Вторую мировую войну, её войска вошли на территорию Международного сетлмента. Французские и американские части капитулировали без единого выстрела, британская речная канонерка «Peterel» отказалась сдаться и была уничтожена. Консулы и старшие управленцы лишились своих постов, но европейский персонал нижнего звена продолжал работу на своих местах в администрации до февраля 1943 года, когда все европейцы в Шанхае были интернированы.
В феврале 1943 года Великобритания и США заключили соглашения с китайским правительством о возвращении Сетлмента под китайскую юрисдикцию. Однако это произошло лишь на бумаге, так как Шанхай находился под японской оккупацией. В июле 1943 года японцы преобразовали Шанхайский муниципальный совет в Городское правительство Шанхая, подчиняющееся прояпонскому марионеточному китайскому правительству.
По окончании войны и вывода японских войск в городе была создана Ликвидационная комиссия, чтобы урегулировать детали передачи. К концу 1945 года большинство иностранных подданных, не участвовавших в китайской гражданской войне либо не занятых бизнесом в Шанхае, покинули его. После изгнания гоминьдановцев из Шанхая в 1949 году весь город был объединён в единой структуре управления.

## Структура денежного обращения

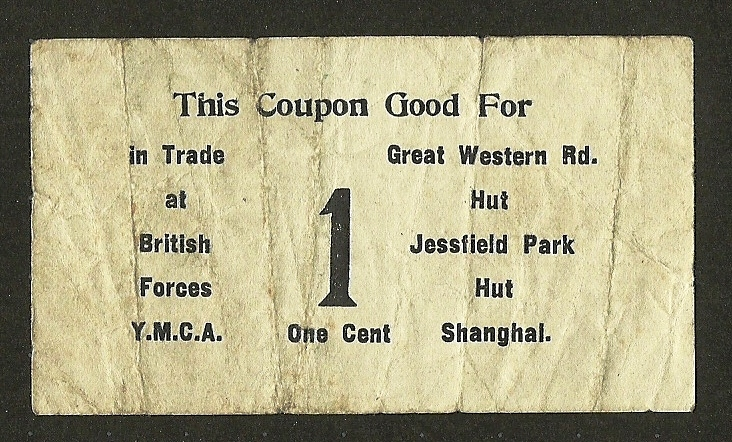
Валюта, использовавшаяся Британскими вооруженными силами внутри города

Схема денежного обращения в Китае XIX века была довольно сложной. Единой денежной системы не существовало. В различных частях Китая использовались различные деньги, однако повсеместно применялись серебряные испанские доллары, которые в течение нескольких веков поступали из Мексики на Манильских галеонах. До 1840-х годов они чеканились в Мехико, в результате чего после образования независимой Мексики они стали заменяться на мексиканские доллары.
В Шанхае в концентрированном виде отразилась сложность экономики, существовавшей на китайском побережье. Китайцы вели расчёты в серебре, что не всегда соответствовало монетам, имевшимся в обращении. Основной мерой веса серебра был лян, который существовал в различных вариантах: был таможенный лян (для внешней торговли), хлопковый лян (для торговли хлопком) и т. д. В Шанхае имелся собственный лян, который был близок по весу к таможенному ляну и потому популярен среди иностранных бизнесменов. В Китае имели хождение различные монеты — от медных цяней до серебряных мексиканских долларов. Европейские и североамериканские колониальные банки выпускали и бумажные деньги («Chartered Bank of India, Australia and China» одно время выпускал в Шанхае банкноты, номинированные в мексиканских долларах). Иностранная валюта официального хождения в Шанхае не имела (за исключением иен в «Маленьком Токио»).
В 1899 году в Китае в качестве денежной единицы был введён китайский юань, который официально равнялся 7 цяней 2 фэня. Банкноты номинировались либо в долларах, либо в юанях. После того, как партия Гоминьдан объединила страну, 6 апреля 1933 года был издан закон об унификации денежной системы, и первые республиканские юани начали чеканиться именно в Шанхае, и уже потом доставлялись в Нанкин.

## Почтовая служба
Почта в Шанхае существовала уже во времена империи Мин, однако когда он стал договорным портом, другие государства начали пересылать свою почту через собственные консульства. Англичане первоначально использовали обычные британские почтовые марки с надпечаткой номинала в местной валюте, однако с 1868 года перешли на гонконгские марки, номинированные в долларах. В Шанхае в 1865 году Международный сетлмент приступил к выпуску собственных почтовых марок, номинированных в шанхайских лянах.
Всю почтовую службу Сетлмента контролировал Шанхайский почтамт, однако почта, проходящая через «договорной порт», должна была идти через Почтамт Цинской империи. В 1922 году Шанхайский и Китайский почтамты были объединены в единый Китайский почтамт. Япония отказывалась пользоваться этим сервисом, и долгое время вся имперская почта доставлялась в Шанхай в пользующихся дипломатической неприкосновенностью вализах.